# Hava Nagila: The Movie
Para a canção, consulte Hava Nagila.
Hava Nagila: The Movie (Hava Nagila: O Filme, no Brasil), é um documentário americano, dirigido por Roberta Grossman.

## Sinopse
Através de entrevistas e depoimentos, Grossman aborda a pluralização da canção judaica Hava Nagila, que ganhou diversas versões - através dos mais variados artistas - disseminando-se mundialmente. Através de pesquisas e conversas, indaga as origens da canção e o simbolismo de integração que ela contém; abordando a comunicação universal através da música.

## Elenco
O elenco conta com depoimentos e entrevistas de diversos artistas e personalidades, enfocando sua ligação com a canção tema do documentário.
- Harry Belafonte
- Glen Campbell
- Connie Francis
- The Klezmatics
- Danny Maseng
- Leonard Nimoy
- Rusty Schwimmer
- Regina Spektor